# Still in a Dream: A Story of Shoegaze 1988–1995
Still in a Dream: A Story of Shoegaze 1988–1995 es una caja recopilatoria de varios artistas, publicada el 29 de enero de 2016 por Cherry Red Records.

## Recepción de la crítica
En Metacritic, el álbum obtuvo un puntaje promedio de 81 sobre 100, basado en 11 críticas, lo cual indica “aclamación universal”. El crítico de Pitchfork, Simon Reynolds, describe Still in a Dream como “un trabajo bien hecho: un retrato preciso de una era que, si bien no puede describirse como una edad de oro perdida para el rock, proporcionó el resplandor y el refugio que tanto necesitaban durante un período particularmente sombrío”. Ron Hart, escribiendo para la revista Paste, describe Still in a Dream como “una obra maestra en el arte de la compilación de cajas”.
El crítico de Spectrum Culture, Kevin Korber, describe Still in a Dream como “un esfuerzo sólido para narrar un género que crece constantemente en estatura entre los fanáticos de la música. Está lejos de ser definitivo, pero no pretende ser definitivo. En cambio, busca dar a los oyentes una idea de dónde vino el shoegaze y cómo surgieron los sonidos y estilos más asociados con el género”. El crítico de The Second Disc, Joe Marchese, comentó: “Sin embargo, incluso sin esos artistas clave, Still in a Dream es una mirada amplia y variada a la música que no ha perdido nada de su fuerza visceral en las últimas dos décadas. La antología está bellamente diseñada y profusamente anotada”.

## Posicionamiento
| Gráfica (2016)                     | Pico de posición |
| ---------------------------------- | ---------------- |
| Reino Unido (UK Compilation Chart) | 89               |